# Ferenc Kónya
Ferenc Elemér Kónya, talvolta adattato in Franz, (Budapest, 9 dicembre 1892 – Budapest, 11 marzo 1977) è stato un allenatore di calcio e calciatore ungherese.

## Carriera

### Giocatore
Ha giocato nel Kispest, club della prima divisione ungherese.

### Allenatore
Nel 1920 ha allenato la nazionale estone per una partita, persa per 4-0 contro la Finlandia. In seguito ha allenato per una stagione i tedeschi del Kaiserslautern e, dal 1922 al 1924 il Werder Brema, per poi tornare alla guida della nazionale estone nel 1924 alla vigilia dei Giochi Olimpici di Parigi 1924, nei quali gli estoni sono stati eliminati al primo turno in seguito alla sconfitta per 1-0 contro gli Stati Uniti del 25 maggio 1924; dopo aver disputato un'ulteriore partita (una sconfitta per 3-1 in amichevole contro l'Irlanda il 3 giugno 1924), Konya ha definitivamente abbandonato la Nazionale baltica, e nella seconda parte della stagione 1924-1925 ha allenato il Modena in Prima Divisione, la seconda serie italiana dell'epoca; è stato riconfermato anche per la stagione successiva, nella quale è stato però sostituito in panchina a stagione in corso da Luca Mariani. In seguito ha allenato il Lucerna nella massima serie svizzera dal 1927 al febbraio del 1929.
In carriera ha inoltre allenato varie altre squadre svizzere (Olten, Soletta, BSC Old Boys) e varie squadre francesi (Stade HAVRAISE, CA Parigi, Amiens, Caen).